# Vuze, Inc.
Vuze, Inc. (antes Azureus, Inc.) es una empresa formada por algunos de los desarrolladores del núcleo del cliente BitTorrent de código abierto Azureus. Con sede en San Mateo, California, se anuncia a sí misma como "la compañía detrás de Azureus".
En enero de 2007, la empresa lanzó una plataforma de entretenimiento abierto impulsado por Azureus llamada Vuze (antes Zudeo), la cual tiene como objetivo permitir a los proveedores de contenido que distribuyan fácilmente su contenido por la Internet.
La empresa afirmó que tenía "tratos de distribución con 12 empresas de televisión, películas y multimedia" y ahora parece tener tratos con más de 100 proveedores de contenido alrededor del mundo. Vuze atrae y ofrece contenido de alta calidad de una lista en crecimiento de redes de televisión globales (BBC, Showtime, Public Broadcasting Service, A&E Network, National Geographic Society, y más), estudios de producción premier y miles de creadores de contenido inconformista. Vuze también provee a los espectadores contenido en alta resolución que puede ser visto en calidad de DVD y HD, justo en el monitor de un computador o conectado a la TV.
En noviembre de 2007, Vuze presentó una petición a la Comisión Federal de Comunicaciones para restringir el tráfico de Internet regulando los ISP.  Vuze presentó su "Petición para la Elaboración de Normas" para instar a la FFC para adoptar los límites de regulación del tráfico de Internet, una práctica en la cual los ISP bloquean o disminuyen la velocidad a la que, incluyendo archivos de video, pueden ser subidos o descargados. En diciembre de 2007, Vuze aseguró $20 millones en su ronda C de financiación. La ronda fue dirigida por New Enterprise Associates (NEA), con los inversionistas Redpoint Ventures, Greycoft Partners, BV Capital, and Jarl Mohn. Como resultado de la inversión, el Cofundador y ex CEO de TiVo, Mike Ramsay se unió a la Junta Directiva de Vuze.